# Планета бурь (фильм)
«Планета бурь» — советский научно-фантастический художественный фильм, поставленный на киностудии «Леннаучфильм» в 1961 году режиссёром Павлом Клушанцевым по мотивам одноимённой повести Александра Казанцева.
Фильм был сделан с использованием уникальных технологий комбинированной съёмки, намного опережавших существовавшие в те времена зарубежные аналоги, в том числе подводные съёмки.
Премьера фильма состоялась 14 апреля 1962 года. Право на прокат фильма приобрели 28 стран.
В США купленный советский фильм был перемонтирован студией, специализирующейся, в основном, на фильмах ужасов «Америкэн Интернешнэл» Роджера Кормана, с изъятием ряда эпизодов и добавлением новых, и в таком виде выпущен в американский прокат под названием «Путешествие на доисторическую планету» 1965 года. А в 1968 году в США был выпущен ещё один перемонтированный вариант фильма под названием «Путешествие на планету доисторических женщин» .
Фильм оказал значительное влияние на отечественную и мировую кинофантастику следующих десятилетий и был признан одним из важных этапов в мировом фантастическом кинематографе
Право на его прокат приобрели 28 стран.

## Сюжет
Посвящение во вступительной заставке:

Научные сведения о планете Венера скудны и противоречивы. Лишь фантазия способна заглянуть в неоткрытый мир.
Он может оказаться и не таким, как в нашем фильме. Но мы верим в грядущий подвиг советских людей, которые воочию увидят планету бурь.
На Венеру отправляется совместная советско-американская экспедиция на трёх космических кораблях. Один из кораблей, «Капелла», погибает при столкновении с метеоритом. Для выполнения задания необходимы три корабля; следующий корабль — «Арктур» — может быть отправлен с Земли через неделю, но на перелёт ему потребуется четыре месяца. Оставшиеся экипажи «Сириуса» и «Веги» (первый — трое советских космонавтов и второй — советские мужчина и женщина, американец и американский человекообразный робот) принимают решение совершить посадку на поверхность Венеры, оставив на орбите Марию Иванову для поддержки связи с Землёй.
Чтобы найти место посадки для «Сириуса», с «Веги» отправляется планёр. Планёр находит подходящую площадку, сбрасывает маяк, но сам планёр ветром сносит в сторону и он совершает аварийную посадку в болоте. «Сириус», по оставленному планёром маяку, садится на подобранную площадку. Один из членов экипажа осматривает местность, когда на него нападает крупное раскрывающееся яйцевидное растение с шупальцами.
Венера оказывается богатой жизнью — планета населена животными, похожими на динозавров. Экспедиция на планёре (русский, американец и робот) оказывается в сложном положении, на них нападают прямоходящие рептилии ростом с человека, экипаж «Сириуса» отправляется к коллегам на выручку на спидере. Они сталкиваются с птеродактилем, бронтозавром, погружаются в венерианский океан, на дне которого находят странно выглядящие рифы. В конце концов они успевают спасти советского и американского товарищей за минуту до того, как тех поглотит кипящая лава. Робот, получивший повреждения и из-за этого чуть не погубивший своих спутников, тонет в лаве.
Оставшаяся на орбите Маша, потеряв связь с обоими экипажами, оказывается перед сложным выбором: либо, согласно инструкции, остаться на орбите, либо попытаться помочь, посадив «Вегу». В случае посадки «Веги» возвращение экспедиции своими силами на Землю станет невозможным, а если остаться на орбите, оба экипажа на Венере могут погибнуть. Маша, получив от Земли запрет на посадку, всё-таки принимает решение садиться, но затем понимает, что совершает ошибку и отключает тормозной двигатель. «Вега» остаётся на орбите, но параметры орбиты меняются.
Перед стартом с поверхности планеты один из членов экспедиции случайно обнаруживает в камне, поднятом со дна океана, скульптурный портрет женщины — «венерианской Аэлиты».
После отлёта происходит кульминация — мы видим в отражении в озере фигуру женщины в белых одеждах, протягивающей руки вслед улетевшему кораблю.

## В ролях
| Актёр                                       | Роль                                                                        |
| ------------------------------------------- | --------------------------------------------------------------------------- |
| Владимир Емельянов                          | Илья Васильевич Вершинин, профессор, командир космического корабля «Сириус» |
| Георгий Жжёнов                              | Роман Бобров, инженер, член экипажа космического корабля «Сириус»           |
| Геннадий Вернов                             | Алёша, радист, член экипажа космического корабля «Сириус»                   |
| Юрий Саранцев                               | Иван Щерба, профессор, геолог, командир космического корабля «Вега»         |
| Кюнна Игнатова                              | Маша Иванова, член экипажа космического корабля «Вега»                      |
| Георгий Тейх                                | Аллан Керн, американец, инженер, член космического корабля «Вега»           |
| Борис Прутковский (в титрах Б. Прудковский) | робот Джон                                                                  |

## Съёмочная группа
- Авторы сценария: Александр Казанцев, Павел Клушанцев
- Режиссёр-постановщик — Павел Клушанцев
- Режиссёры: В. Емельянов, Л. Преснякова
- Оператор — Аркадий Климов
- Художники-постановщики: Михаил Цыбасов, Вячеслав Александров
- Художники: И. Егоров, В. Малахиева, В. Макаров, А. Надёжин
- Комбинированные съёмки:

Оператор — А. Лаврентьев
Художник — В. Щелков
- Композиторы: Иоганн Адмони, Александр Чернов
- Звукооператор — Р. Левитина
- Ассистенты режиссёра: А. Белявская, И. Яснопольская
- Ассистент по монтажу — З. Мисун
- Ассистент оператора — М. Жуков
- Научные консультанты:

доктор физико-математических наук, профессор А. В. Марков
доктор биологических наук, профессор К. К. Флёров
кандидат технических наук В. Г. Денисов
инженер А. М. Касаткин
- Редактор — В. Суслов
- Директор картины — З. Андерсон

## Производство

### Сценарий
Фильм был поставлен режиссёром Павлом Клушанцевым по мотивам одноимённой повести Александра Казанцева также известной, как «Внуки Марса». Сценарий фильма в целом следует её сюжету, но имеет и отличия. Так, к Венере в нём отправляются два советских корабля «Знание» и «Мечта» и один американский «Просперити», тогда как в фильме все три советских, но с интернациональным экипажем. Были изменены имена астронавтов, например, Мэри из повести стала Машей, а Олекса — Алешей. Также в повести «Внуки Марса» отмечалась конкуренция между США и СССР в исследованиях космоса. В повести астронавты находили каменный календарь, идентичный найденному на Земле, что свидетельствовало о посещении Земли и Венеры в прошлом марсианами. В фильме лишь предполагается возможность этого. Венерианка в финале литературного произведения забрала умышленно оставленные землянами вещи, чтобы её цивилизация могла возродиться, а не поспешно покинутые. Кинокартина стала единственным экранизированным произведением Александра Казанцева.

### Съёмки

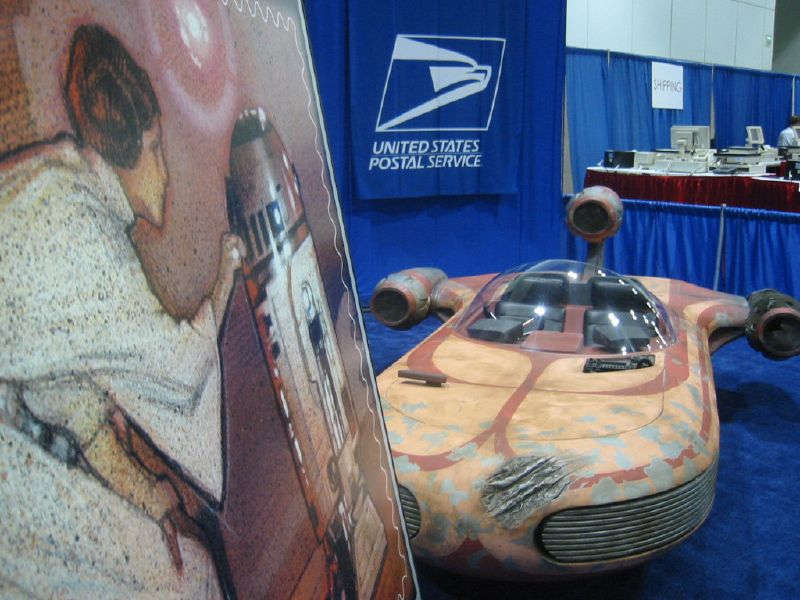
Флиппер «Звёздные войны. Эпизод IV: Новая надежда» 1977 год

Фильм был сделан с использованием уникальных технологий комбинированной съёмки, намного опережавших существовавшие в те времена зарубежные аналоги, в том числе подводные съёмки. Мастер спорта борец и самбист Борис Прутковский играл робота Джона, потому что только тренированному атлету оказалось по силам передвигаться в тяжёлом металлическом «доспехе», реалистично изображавшем конструкцию робота; долго двигаться в нём спортсмен не мог. Съёмки проходили в 1961 года на студии «Леннаучфильм», премьерный показа состоялся в Брянской области.
Во время съёмок выяснилось, что та ракета, которую создали для фильма была похожа на ту, что разработал Сергей Королёв и её внешний вид нельзя было демонстрировать. Фильм снимали в том же павильоне, в котором позднее снимали кулинарные шоу про еду с приготовлением супов и винегретов. Машину на летающей воздушной подушке, для Клушанцева создавали инженеры ЗИЛа, она похожа флиппер из фильма «Звездных войн» Джорджа Лукаса, 1977 год. Планетоход для съёмок фильма обошёлся в 400 000 рублей в то время это была приблизительная стоимость 60-ти машин «Волга».
Для съёмок были разработаны специальные скафандры, дизайном которых воспользовалась отечественная космонавтика и режиссёр Ридли Скотт в своём фильме «Прометей», а технику съёмки через аквариум использует кинорежиссёр Джеймс Кэмерон при съёмках своего фильма «Титаник» Фильм шёл в Советском прокате около 6 месяцев и каждый день собирал очередь у кассы кинотеатра «Знание» на Невском проспекте.

## Прокат

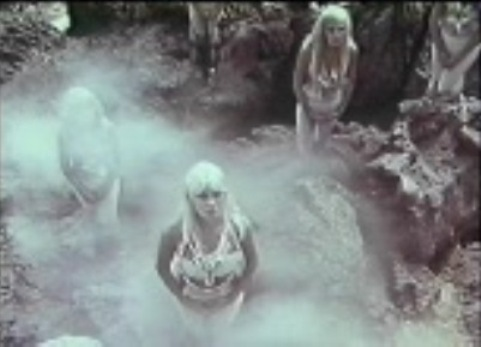
Сцена из фильма «Путешествие на планету доисторических женщин» 1968 год

Право на прокат фильма приобрели 28 стран. В США купленный советский фильм стал «сырьём» для своей кинопродукции — он был перемонтирован студией, специализирующейся в основном на фильмах ужасов, — «Америкэн Интернешнэл» Роджера Кормана, — с изъятием ряда эпизодов и добавлением новых, и в таком виде выпущен в американский прокат под названием «Путешествие на доисторическую планету» (Voyage to the Prehistoric Planet, 1965). Никаких упоминаний о том, что это кинопродукция из СССР, не было, в титрах советским актёрам, оставшимся в кадре, были даны англоязычные вымышленные имена и фамилии (Георгий Жжёнов как «Курт Боден», Геннадий Вернов как «Роберт Чантал» и так далее). В новых эпизодах были заняты английский актёр сэр Бэзил Рэтбоун (эпизоды на станции связи «Луна 7») и американская актриса Фэйт Домерг (появляющаяся в фильме вместо Кюнны Игнатовой).
В 1968 году в США был выпущен ещё один перемонтированный вариант фильма под названием «Путешествие на планету доисторических женщин» (Voyage to the Planet of Prehistoric Women). Из монтажа «Путешествия на доисторическую планету» были удалены ранее доснятые эпизоды и вставлены новые, которые вводили в сюжет племя полуголых венерианских доисторических амазонок. Режиссёром этой версии был Питер Богданович (под псевдонимом «Дерек Томас»).
Немецкая версия была создана в студии дубляжа VEB DEFA, Ателье Веймар. Немецкие диалоги написал Эгон Сарториус, а режиссёром выступила Хелла Граф. Эта версия немного сокращена; например, Маша отсутствует на единственных изображениях невесомости, и в конце отсутствует отражение инопланетного женского облика в воде.

## Отзывы
В ретроспективе советского научно-фантастического фильма британский режиссёр Алекс Кокс отметил, что «в последние минуты „Планеты бурь“ происходит необычайный поворот. … Я не буду раскрывать секрет, но это стоит того, чтобы подождать».
Для международного кинематографического лексикона «Планета бурь» была «увлекательным, нетребовательным научно-фантастическим фильмом, рассказывающим свою историю с невероятной наивностью».
Ежемесячный бюллетень фильмов пришёл к выводу, что «эта российская космическая опера» была более разумной по сравнению со среднестатистической американской постановкой и отражала «больше настоящей» научной фантастики, «чем это обычно бывает».

## Критика
Министр культуры СССР Екатерина Фурцева, отметив, что фильм очень интересный, указала, что советская женщина-космонавт не имеет права рыдать в космосе, теряя самообладание в трудную минуту.
Персонаж женщины-космонавта Маши, изображаемый как эмоциональный и, возможно, психически неуравновешенный, подвергся критике со стороны советского правительства и прессы, как женоненавистнический и нанес ущерб карьере режиссёра Клушанцева.

## Культурное влияние
Фильм оказал значительное влияние на отечественную и мировую кинофантастику следующих десятилетий и был признан одним из важных этапов в мировом фантастическом кинематографе.
Отрывки из фильма «Путешествие на планету доисторических женщин», в том числе и кадры из оригинального фильма «Планета бурь», использованы при создании клипа «Everything That Is Difficult Will Come to an End» британской группы «Flotation Toy Warning» (2017 год).
Фильм оказал влияние на франшизу «Звёздные войны» Джорджа Лукаса и фильм Стенли Кубрика «Космическая одиссея 2001 года», так к примеру «Железный Джон» один из героев фильма «Планета бурь» тонущий в лаве с вытянутой в верх рукой появился задолго до фильма «Терминатор 2», летающая машина на воздушной подушке для картины «Планета бурь» создавалась инженерами АвтоВАЗа, а флиппер из «Звездных войн», не только сохранил принцип работы оригинала, но и его дизайн Дизайн скафандров космонавтов созданный для кинофильма, был использован при разработках отечественной космонавтики и режиссёром Ридли Скоттом в своём фильме «Прометей», а технику съёмки через аквариум использовал кинорежиссёр Джеймс Кэмерон при съёмках своего фильма «Титаник». Стивен Спилберг и Джордж Лукас признавали, что посмотренный ими в детстве фильм «Путешествие на доисторическую планету» оказал сильное влияние на их творчество..